# Маловолчанка
Маловолча́нка — село в Крутихинском районе Алтайского края России. Административный центр Маловолчанского сельсовета.

## История
Дата основания – 1824 год. Хронологические варианты: деревня Страчи, село Мало-Волчанское. Прежние названия села упоминает в терминологическом словаре ойконимических названий Алтая профессор Алтайского государственного университета Л. Дмитриева. О первоначальном названии Страчи (Стращи) сохранились сведения только в вариантах народной этимологии, и версии возникновения наименования разнообразны. По одной из версий, в селе жили разбойные люди, по другой – название жители деревни перенесли из тех мест, откуда переселились на Алтай – с территории Украины или Белоруссии. Названо село по гидрониму – деревня Волчанка основана на реке Волчанка – посредством присоединения составляющей названия Мало. (Л. Дмитриева Ойконимический словарь Алтая.-Барнаул, 2001.с.177)
Согласно «Списку населенных мест Томской губернии за 1893 год» деревня Волчанка (Страчи) находится на речке Малая Волчанка. Число дворов 149, число жителей мужского пола 344, женского пола – 353.
При следующей переписи за 1911 год значится, что в селе Мало-Волчанское Волчно-Бурлинской волости Барнаульского уезда 473 двора, число наличных душ мужского пола – 1546, женского пола – 1569. В селе была построена церковь, при ней - школа грамоты, а также 2 мануфактурных, 2 мелочных лавки. Работало маслодельное производство - Маловолчанская артель.
В «Списке населенных мест Сибирского края за 1928 год» говорится, что в селе Маловолчанка (Страчи) Крутихинского района Каменского округа значится 678 хозяйств, число мужчин – 1581 человек, женщин – 1703 

## География
Село находится на восточной границе Алеусского заказника.
Уличная сеть
В селе 5 улиц: Ленина, Лермонтова, Молодежная, Советская, Степная.
Расстояние до
- районного центра Крутиха 23 км.
- краевого центра Барнаул 202 км[8].

Ближайшие населенные пункты
Волчно-Бурлинское 8 км, Долганка 10 км,  Подборный 10 км,  Прыганка 14 км,  Красноряжский 16 км, Радостный 18 км.

## Население
| 1997 | 1998 | 1999 | 2000 | 2001 | 2002 | 2003 |
| ---- | ---- | ---- | ---- | ---- | ---- | ---- |
| 854  | ↗869 | ↘840 | ↘825 | ↗831 | ↗837 | ↘835 |
| 2004 | 2005 | 2006 | 2007 | 2008 | 2009 | 2010 |
| ↘831 | ↘820 | ↘780 | ↘738 | ↘723 | ↘672 | ↘652 |
| 2011 | 2012 | 2013 | 2014 | 2015 | 2016 | 2017 |
| ↘648 | ↘628 | ↘611 | ↘588 | ↗592 | ↘582 | ↘575 |
| 2018 | 2019 | 2020 | 2021 |      |      |      |
| ↘573 | ↗575 | ↗576 | ↘570 |      |      |      |

## Инфраструктура
В селе работает Маловолчанская СОШ и МКДОУ детский сад «Теремок», индивидуальные предприниматели и фермеры, сельский клуб с библиотекой, магазины и администрация .

## Транспорт
В Крутихинском районе ремонтируют существующие и строят новые дороги. Четыре километра современного полотна соединили три села, в том числе и Маловолчанку, с трассой регионального значения

## Известные уроженцы
- Маслов, Николай Фёдорович (12.12.1912 – 05.02.1992) — профессор, дирижёр, заслуженный деятель искусств БССР.